# Pozo del Molle
Pozo del Molle è una città dell'Argentina nella provincia di Córdoba. Conta circa 8.200 abitanti e si trova a 50 km da Villa Marìa.
Le principali attività economiche sono l'agricoltura, l'allevamento, la produzione di latte, mentre l'industria è meno sviluppata.

## Storia
La città Pozo del Molle venne costruita nel 1904 lungo la ferrovia. La terra apparteneva a Don Bartolomé Firpo, che le donò definitivamente alla società Ferrovie Francesi della Provincia di Santa Fe.
Estación Pozo del Molle era il nome dato alla fermata e all'insediamento che lì nacque.
Il paese di Pozo del Molle è stato costruito nel 1904, accanto alla ferrovia. I terreni appartenevano a Don Bartolomé Firpo, che li donò in modo definitivo alla Compagnia Francese delle Ferrovie della Provincia di Santa Fe. riferimento al vecchio luogo di riposo. Il paese è cresciuto sotto la tutela dello sviluppo agro-zootecnico e successivamente in particolare del settore lattiero-caseario. Oggi la sua crescita è basata sull'agricoltura, la produzione lattiero-casearia, l'agroalimentare lattiero-caseario e l'industria degli attrezzi agricoli. Situato in un importante bacino lattiero-caseario del paese, il paese ospita ogni anno l'Expo Molle.

## Immigrazione europea italiana
Il comune di Pozo del Molle è etnicamente composto da discendenti argentini di italiani, generalmente piemontesi, alcuni longobardi, spagnoli di Castilla y León, creoli argentini e da altre località europee, provenienti direttamente dall'Europa o dalle colonie della "Pampa Gringa" della provincia di Santa Fe, dopo la legge sull'immigrazione e la colonizzazione, promulgata dal presidente Nicolás Avellaneda nel 1876, che dopo essersi stabilito in quei territori di Santa Fe, e per mancanza di terra da coltivare, i suoi figli cercarono il loro posto nella provincia da Córdoba, raggiungendo così Pozo del Molle.
Dopo aver istituito la Ferrovia Francese, che fu presa come mezzo di carico delle prime grandi colture cerealicole che il paese aveva, per esportare direttamente dal porto di Rosario, la "Casa Baudino" (poi Cooperativa Agropecuaria Pozo del Molle Ltda.) che è stato il primo Copier Cerales e un grande commercio di Rami Generali della località, con la famiglia Baudino, agricoltori italiani, insieme ad altre famiglie italiane tradizionali di Molle, Mana, Truccone, Mano, Mecchia e altre, dedite all'agricoltura, Formarono una comunità basata sull'agricoltura per eccellenza, dedita nei primi tempi alla mietitura del grano.